# Éire Nua
Pour les articles homonymes, voir Nouvelle-Irlande.

Carte des quatre provinces.

L'Éire Nua ou New Ireland (« Nouvelle Irlande » en français) est une proposition soutenue par l'IRA provisoire et le Sinn Féin dans les années 1970 et au début des années 1980 pour une Irlande unifiée fédérale. La proposition était particulièrement liée au groupe de direction basé à Dublin et centré autour de Ruairí Ó Brádaigh et Dáithí Ó Conaill. 
Éire Nua est toujours soutenue par l'IRA Continuity, le Republican Sinn Féin, Na Fianna Éireann et Cumann na mBan.

## Idéologie
L'Éire Nua permettait d'envisager une république pour toute l'Irlande qui serait créée lorsque les Britanniques se retireraient de l'Irlande du Nord. Cela impliquait également la dissolution de la république d'Irlande existante, que beaucoup de républicains considéraient comme une entité illégitime imposée par les Britanniques en 1922. Sous l'Éire Nua, l'Irlande deviendrait un État fédéral doté de parlements pour chacune de ses quatre provinces historiques, ainsi que d'un parlement central basé à Athlone.
La structure fédérale avait un double objectif. Tout d'abord, il était prévu de montrer aux unionistes d'Irlande du Nord qu'ils disposeraient d'une forme d'autonomie gouvernementale dans une Irlande unie. Cela se ferait par la création d'un parlement, Dáil Uladh, pour l'Ulster. Cependant, en incluant l’ensemble de l’Ulster historique — neuf comtés au lieu de six en Irlande du Nord — il était prévu que la majorité des unionistes soit suffisamment faible pour prévenir les abus contre la population catholique / nationaliste de la province.
Deuxièmement, les quatre parlements fédéraux avaient pour objectif de remédier au déséquilibre économique entre les parties orientale et occidentale de l'Irlande et devaient permettre la prospérité de l'ouest plus pauvre du pays, en donnant plus de pouvoir aux régions défavorisées.

## Réactions irlandaises et baisse de popularité
De nombreux membres du Sinn Féin, en particulier en Irlande du Nord, se sont opposés à l'Éire Nua au motif qu’elle perpétuerait la domination des unionistes protestants dans le nord du pays. Malgré cela, des comités Éire Nua ont été mis en place au moins en Ulster et en Connacht, en grande partie grâce aux efforts de Desmond Fennell et Emmett O'Connell. Néanmoins, le régime a été jugé irréalisable par certains républicains influents. Lorsque les républicains du Nord se sont regroupés autour de Gerry Adams, ils ont pris le contrôle de l'IRA et du Sinn Féin à la fin des années 1970 pour attaquer ce projet. En 1982, la Haute assemblée du Sinn Féin a voté en faveur de son abandon. L'année suivante, toutes les références à l'Éire Nua dans la charte et le règlement du Sinn Féin ont été supprimées.

## Réactions américaines
La réaction de l'administration américaine à Éire Nua a été mitigée. En grande partie à cause de la pression américano-irlandaise, un résumé de l'Eire Nua a été inscrit dans le compte rendu du Congrès comme une solution qui "mérite d'être examinée" pour résoudre la crise irlandaise. Les réactions des officiels irlandais étaient moins optimistes, plaçant plus d'espoir dans l'accord de Sunningdale. L'ambassadeur John Moore a toutefois noté : « À long terme, une sorte d'Irlande fédérée semble une possibilité réelle, mais la voie à suivre semble plus vraisemblablement être la voie pragmatique Sunningdale que la voie dramatique préconisée par Boal et les Provos. ».